# Murdannia nudiflora
Murdannia nudiflora là một loài thực vật có hoa trong họ Commelinaceae. Loài này được (L.) Brenan mô tả khoa học đầu tiên năm 1952.